# Трифанешты (Сынжерейский район)
Трифанешты (рум. Trifăneşti, Трифэнешть) — село в Сынжерейском районе Молдавии. Наряду с селом Новый Хечул входит в состав коммуны Новый Хечул.

## География
Село расположено на высоте 177 метров над уровнем моря.

## Население
По данным переписи населения 2004 года, в селе Трифэнешть проживает 593 человека (287 мужчин, 306 женщин).
Этнический состав села:
| Национальность | Число жителей | Процентный состав |
| -------------- | ------------- | ----------------- |
| молдаване      | 588           | 99.16             |
| русские        | 4             | 0.67              |
| украинцы       | 1             | 0.17              |
| Всего          | 593           | 100 %             |